# Joseph Gelineau
Joseph Gelineau SJ (* 31. Oktober 1920 in Champ-sur-Layon, Département Maine-et-Loire; † 8. August 2008 in Sallanches, Département Haute-Savoie) war ein französischer Jesuit und als Komponist ein wichtiger Vertreter des französischen Kirchenlieds.

## Leben
1941 trat er in den Jesuitenorden ein. Er studierte Theologie in Lyon-Fourviere, Komposition und Orgel an der „École César Franck“ in Paris. Er hat in Theologie mit einer Arbeit über die Formen der Psalmodie in den syrischen Kirchen des 4. und 5. Jahrhunderts promoviert.
Joseph Gelineau komponierte mehrere Lieder für die ökumenische Communauté de Taizé, wie Ubi caritas Deus ibi est, En tout, la paix du coeur, Il n’est pas de plus grand amour (II), Une soif emplit notre áme, Dieu ne peut que donner son amour, Regnum tuum veniat, Alleluia 14, Alleluia 15, Amen und Ordinariums-Gesänge für die Eucharistiefeier wie Kyrie-Christe eleison, Gloria, Credo, Sanctus, Agnus Dei.

## Schriften
- Joseph Gelineau: Die Liturgie von morgen, Verlag F. Pustet Regensburg
- Joseph Gelineau: Die Musik im christlichen Gottesdienst. Prinzipien, Gesetze, praktische Anwendungen, Verlag F. Pustet Regensburg, 1965 ("Chant et musique dans le culte chretien", 1962)
- Joseph Gelineau: Musik der feiernden Versammlung, in: Helmut Hucke, Erhard Quack, Heinrich Rennings: Musik in der feiernden Gemeinde, Benziger, 1974, S. 45
- Joseph Gelineau, Jürgen Klenk: Psalmen zum Kirchenjahr, 1982